# Union Nationale Monégasque

Logo der Union Nationale Monégasque

Die Monegassische Nationale Union (französisch: Union Nationale Monégasque, UNM) ist eine monegassische politische Liste. Sie kandidierte bei den Wahlen 2023 und gewann alle Sitze im Conseil National. Die Liste besteht aus den drei Parteien Priorité Monaco, Horizon Monaco und Union Monégasque und wird derzeit von Brigitte Boccone-Pagès geführt.

## Geschichte
Die UNM wurde am 17. Oktober 2022 gegründet und stellte damals 23 von 24 Mitgliedern des Conseil National.
Am 15. November 2022 stellte die Liste ihre Kandidaten für die Wahl 2023 vor.

## Wahlergebnisse
| Wahl                | Vorsitzende            | Stimmen | %    | Sitze   |
| ------------------- | ---------------------- | ------- | ---- | ------- |
| Parlamentswahl 2023 | Brigitte Boccone-Pagès | 72.602  | 89,6 | 24 / 24 |